# Alto del Espino
Alto del Espino is een plaats (lugar poblado) in de gemeente (distrito) La Chorrera (provincie Panamá Oeste) in Panama. In 2010 was het inwoneraantal 5000. 